# Blue Dragon Children's Foundation
La Blue Dragon Children's Foundation (Blue Dragon) est une organisation non gouvernementale financée par des œuvres caritatives basée à Hanoï, au Vietnam. Sa mission est d'aider les enfants à échapper à la crise en offrant une gamme de services, y compris le sauvetage du trafic sexuel, du travail forcé et de l'esclavage et la fourniture d'un abri, d'une éducation et d'un emploi.

## Histoire
La fondation a été lancée par un instituteur australien, Michael Brosowski. Il se rend au Vietnam en 2002 pour enseigner l'anglais à l'Université nationale d'économie.
Au début de 2003, Brosowski quitte son travail universitaire pour se concentrer à plein temps sur les besoins des enfants des rues. De nombreux enfants venaient chercher de l'aide avec le besoin d'un soutien à long terme. Le 2 juin 2003, The Big Room a été ouverte, une résidence pour six anciens enfants des rues. Il a été financé pour sa première année par un don de 5 000 $ de deux femmes expatriées, Chantelle et Danielle. En août 2004, dans la province de Bac Ninh, le programme "Rester à l'école" a été lancé pour essayer d'aider à maintenir les enfants ruraux pauvres à l'école,, et le groupe a continué à assister d'autres enfants de la région de Hanoi.
En mars 2004, la Blue Dragon Children's Foundation a été enregistrée en tant qu'association constituée en Nouvelle-Galles du Sud en Australie et, en septembre 2004, elle a été enregistrée en tant qu'organisation non gouvernementale indépendante au Vietnam.
Fin 2005, Browski et Va Ta, une étudiante en droit vietnamienne, ont sauvé un enfant du centre du Vietnam qui avait été victime de la traite par des esclaves à Hô Chi Minh-Ville. Ce fut le début d'un autre programme destiné à récupérer beaucoup plus d'enfants dans la même situation. En 2007, Blue Dragon a sauvé six filles qui ont été kidnappées et vendues comme esclaves sexuelles en Chine.
En 2007, le travail de Blue Dragon s'est étendu au centre du Vietnam lorsqu'il a commencé à aider à la gestion d'un foyer pour enfants géré par le gouvernement à Hội An.
En 2011, Brosowski a été nommé parmi les héros CNN de cette année  et, en 2012, il a été nommé membre de l'Ordre d'Australie en reconnaissance de son travail de défense des droits des enfants vietnamiens.
L'avocate en chef de Blue Dragon, Van Ta, a été nommé par le Secrétaire d'État des États-Unis John Kerry comme héroïne de la traite des personnes en 2014, et héroïne anti-traite de la Trust Women Conference en 2015.
En mai 2019, Blue Dragon a annoncé que deux trafiquants d'êtres humains dans les hauts plateaux du centre du Vietnam avaient tous deux été condamnés à 12 ans de prison. Blue Dragon avait sauvé deux de leurs victimes et les avait représentées devant le tribunal.
En septembre 2019, Blue Dragon a conclu un accord de partenariat avec la clinique australienne d'orthophonie Speakable, afin que la clinique devienne membre d'organisations de soutien. Le propriétaire de la clinique, Binh Doan, a manifesté son intérêt pour ce partenariat en raison de ses origines vietnamiennes.

## Activités
L'objectif de Blue Dragon est de sauver les enfants des situations de crise à court terme, puis de les amener à l'école, à la formation et finalement à l'emploi à long terme. Pour y parvenir, l'organisation offre une gamme de services directs. Un logement est fourni ou une réparation/rénovation de leur logement existant si les conditions de vie ne sont tout simplement pas adaptées. Des frais de scolarité extrascolaires sont offerts pour aider les enfants à étudier. Des livres et des articles de papeterie sont donnés à ceux qui n'en ont pas les moyens et des bourses sont accordées aux enfants et aux étudiants de l'enseignement supérieur. Des soins médicaux et un soutien nutritionnel sont fournis à ceux qui en ont besoin.